# Pablo Servigne
Pablo Servigne, nascut en 1978 a Versalles, és un autor i conferenciant francès. Li interessen les qüestions de transició ecològica, agroecologia, col·lapsologia i resiliència col·lectiva.

## Biografia
Pablo Servigne és enginyer agrònom de Gembloux Agro-Biològic Tech (Bèlgica) i doctor en ciències per la Universitat lliure de Brussel·les (ULB).
El 2008 va abandonar el món universitari per a consagrar-se al moviment de la transició ecològica interessant-se en l'agricultura urbana, la permacultura i l'agroecologia. Entre 2010 i 2014 va treballar en l'associació d'educació popular  Barricade de Lieja.
El 2010 va començar a escriure per a dos periòdics belgues Imagine demain le monde (ecologia) i Kairos (antiproductivisme).
Ha participat en les reflexions del GIRAF (Grup interdisciplinari de recerca en agroecologia dels Fonds de la recherche scientifique). Des de 2013, és membre del Institut Momentum (París) i de 2015 a 2018, de l'associació Adrastia.
Actualment treballa de manera independent escrivint articles, llibres, donant conferències i classes de formació.